# Themeda cymbaria
Themeda cymbaria är en gräsart som beskrevs av Eduard Hackel. Themeda cymbaria ingår i släktet Themeda och familjen gräs. Inga underarter finns listade i Catalogue of Life.